# Cleveland Park (stanice metra ve Washingtonu)
Cleveland Park je stanice washingtonského metra.
Stanice se nachází na červené trase v severozápadní části metropole USA. Má ostrovní nástupiště, je klasické jednolodní konstrukce. Je téměř identická se stanicí Woodley Park-Zoo/ Adams Morgan, je ale založena mnohem hlouběji pod povrchem. Má pouze jeden výstup a pro veřejnost byla otevřena 5. prosince 1981.